# Oberstaufen Cup 1996
L'Oberstaufen Cup 1996 è stato un torneo di tennis facente parte della categoria ATP Challenger Series nell'ambito dell'ATP Challenger Series 1996. Il torneo si è giocato a Oberstaufen in Germania dall'8 al 14 luglio 1996 su campi in terra rossa.

## Vincitori

### Singolare
Jens Knippschild ha battuto in finale  Gabriel Silberstein con il punteggio di 6–3, 5–7, 7–6

### Doppio
Karsten Braasch /  Jens Knippschild hanno battuto in finale  Maxime Huard /  Guillaume Marx con il punteggio di 6–2, 6–4